# Cantón de Cologne
El cantón de Cologne era una división administrativa francesa, que estaba situada en el departamento de Gers y la región de Mediodía-Pirineos.

## Composición
El cantón estaba formado por trece comunas:
- Ardizas
- Catonvielle
- Cologne
- Encausse
- Monbrun
- Roquelaure-Saint-Aubin
- Saint-Cricq
- Sainte-Anne
- Saint-Georges
- Saint-Germier
- Sirac
- Thoux
- Touget

## Supresión del cantón de Cologne
En aplicación del Decreto nº 2014-254 de 26 de febrero de 2014, el cantón de Cologne fue suprimido el 22 de marzo de 2015 y sus 13 comunas pasaron a formar parte del nuevo cantón de Gimone-Arrats.